# Little Lion Man
Little Lion Man is de debuutsingle van de Britse band Mumford And Sons, afkomstig van hun debuutalbum Sigh No More.
Het nummer werd eind 2009 als single uitgebracht. In Vlaanderen bereikte het nummer de vierde plaats in de Ultratop 50, terwijl het in Nederland niet verder kwam dan de tipparade. In Australië bleek de populariteit het grootst; daar bereikte de single de derde plaats.

## NPO Radio 2 Top 2000
| Nummer met noteringen in de NPO Radio 2 Top 2000 | '12 | '13 | '14 | '15 | '16 | '17 | '18 | '19 | '20 | '21 | '22 | '23 | '24 |
| ------------------------------------------------ | --- | --- | --- | --- | --- | --- | --- | --- | --- | --- | --- | --- | --- |
| Little Lion Man                                  | 99  | 172 | 356 | 321 | 357 | 433 | 340 | 373 | 335 | 382 | 390 | 413 | 500 |

1. ↑  Een vetgedrukt getal geeft de hoogste notering aan.
2. ↑  2012 was het eerste jaar met een notering voor dit nummer.